# 觀音寺騷動
觀音寺騷動是發生於日本戰國時代永祿6年10月，南近江大名六角氏的一場御家騷動。
永祿3年（1560年）8月中旬，義賢率大軍討伐淺井氏，但於野良田之戰敗於淺井長政，加上對於近江佐佐木氏的家中問題處理不善，造成義賢在近江國的權威嚴重低落。由於前1年已經將家督讓給兒子六角義治，便趁此機會出家，但義治的婚姻問題卻造成父子對立。
後藤賢豐是六角家歷代重臣，是「六角家的兩藤」的首席家老，由於智勇兼備、頗受家臣敬仰。但六角義治是個相當愚蠢的人物，由於嫉妒後藤賢豐在家族中的影響力，於是永祿6年派人殺害後藤賢豐及其長子，引發觀音寺騷動及家臣不滿，六角義治與父親因此被家臣團放逐出觀音寺城，直到家中重臣蒲生定秀、蒲生賢秀的斡旋協調之下，六角義治才得以回到觀音寺城，家督讓與其弟義定。但是六角家已經因為觀音寺騷動造成相當大的內部分裂，力量因此嚴重衰退。